# Michael Courtney
Michael Aidan Courtney (ur. 5 lutego 1945 w Nenagh, zm. 29 grudnia 2003 w Bużumburze) – irlandzki biskup rzymskokatolicki, arcybiskup, nuncjusz apostolski w Burundi w latach 2000–2003.

## Życiorys
9 marca 1968 otrzymał święcenia kapłańskie i został inkardynowany do diecezji Clonfert. W 1978 rozpoczął przygotowanie do służby dyplomatycznej na Papieskiej Akademii Kościelnej.
18 sierpnia 2000 papież Jan Paweł II mianował go nuncjuszem apostolskim w Burundi oraz arcybiskupem tytularnym Eanach Dúin. Święceń biskupich udzielił mu 12 listopada 2000 kardynał Francis Arinze, przewodniczący Papieskiej Rady ds. Dialogu Międzyreligijnego.
Zginął podczas wojny domowej w Burundi 29 grudnia 2003 w wyniku ostrzału przez rebeliantów Hutu samochodu, którym jechał.